# Michele Maffei
Michele Maffei (ur. 11 listopada 1946 w Rzymie) – włoski szermierz, szablista, czterokrotny medalista olimpijski i wielokrotny medalista mistrzostw świata.
Na igrzyskach olimpijskich w Meksyku w 1968 roku razem z Wladimiro Calarese, Rolando Rigolim, Pierluigim Chiccą i Cesare Salvadorim zdobył drużynowo srebrny medal. Wystąpił tam także we florecie drużynowym zajmując siódme miejsce. Na rozgrywanych cztery lata później igrzyskach olimpijskich w Monachium reprezentacja Włoch w składzie: Michele Maffei, Rolando Rigoli, Cesare Salvadori, Mario Aldo Montano i Mario Tullio Montano zdobyła drużynowo złoty medal. W turnieju indywidualnym zajął czwarte miejsce, przegrywając rywalizację o brązowy medal z Władimirem Nazłymowem z ZSRR o jedno trafienie. Kolejny medal zdobył podczas igrzysk olimpijskich w Montrealu w 1976 roku wspólnie z Mario Aldo Montano, Mario Tullio Montano, Tommaso Montano i Angelo Arcidiacono zdobywając srebrny medal. W zawodach indywidualnych był szósty. Brał również udział w igrzyskach olimpijskich w Moskwie w 1980 roku, gdzie razem z Mario Aldo Montano, Ferdinando Meglio, Marco Romano i Giovannim Scalzo zdobył srebrny medal. W rywalizacji indywidualnej ponownie zajął szóste miejsce. 
Podczas mistrzostw świata w Wiedniu w 1971 wywalczył indywidualnie złoty medal, wyprzedzając Polaka Jerzego Pawłowskiego i Wiktora Sidiaka z ZSRR. Na tej samej imprezie wraz z kolegami z reprezentacji zdobył brązowy medal w zawodach drużynowych. W konkurencji tej zdobywał następnie srebrne medale na mistrzostwach świata w Melbourne (1979), mistrzostwach świata w Rzymie (1982) i mistrzostwach świata w Grenoble (1974) oraz kolejne brązowe na mistrzostwach świata w Göteborgu (1973), mistrzostwach świata w Hamburgu (1978) i mistrzostwach świata w Wiedniu (1983). Ponadto zdobył dwa brązowe medale indywidualnie: na mistrzostwach świata w Hamburgu w 1978 roku (za dwoma reprezentantami ZSRR: Wiktorem Krowopuskowem i Michaiłem Burcewem) i mistrzostwach świata w Clermont-Ferrand trzy lata później (za Polakiem Dariuszem Wódke i Węgrem Imre Gedővárim).

## Starty olimpijskie
Meksyk 1968
- szabla drużynowo –  srebro

Monachium 1972
- szabla drużynowo –  złoto

Montreal 1976
- szabla drużynowo –  srebro

Moskwa 1980
- szabla drużynowo –  srebro